# 藤井風
藤井風（日语：／ Fujii Kaze，1997年6月14日—）是一名日本創作歌手，出生於岡山縣淺口郡里庄町。童年時因父親影響而接觸音樂，三歲開始學鋼琴，並從中學開始在YouTube上傳翻彈鋼琴與翻唱歐美流行歌曲的影片，拍攝地點在自家的咖啡店。在獲得音樂界人士發掘後，藤井風於2019年赴往東京正式出道，並在2020年發行首張專輯《HELP EVER HURT NEVER》。

## 生平

### 1997年－2018年：童年與早期
藤井風在1997年6月14日於日本岡山縣淺口郡里庄町出生，為家中的四兄弟姊妹中的么子。藤井在3歲起在父親的鼓勵下開始學習鋼琴與色士風，並接觸流行樂、歌謠曲、爵士樂與古典音樂等不同風格的音樂。小學畢業後，藤井在父親的建議下開設YouTube頻道，上傳在自家經營的咖啡廳裡拍攝翻彈鋼琴的各種影片。藤井在高中時於有開設音樂科的岡山縣立岡山城東高等學校就讀，並一直希望日後能夠當上歌手，與父親期望以成為鋼琴家發展的目標不同。為此，藤井風邀請父母出席自己高中畢業的音樂會的演出，並獲父親支持往歌唱事業發展。高中畢業後，藤井開始往音樂事業發展並到處尋找演出的機會，亦在2017年開始於YouTube頻道上傳翻唱不同歌曲的影片。藤井的YouTube影片點擊率在2018年夏天開始急速增長，引起了音樂業界人士的注意，從而認識了現在的經紀人，並獲得在東京演出的機會。

### 2019年：出道
藤井風在2019年春天赴往東京發展，並在同年春天至夏天接連參與多場音樂節等大型演出。藤井亦在同期開始投入個人首張專輯的製作，並在7月舉行了個人演唱會「Fujii Kaze ″JAZZ&PIANO″ The First」，因銷情反應熱烈而加開兩場。藤井於同年11月18日在環球音樂旗下的HEHN唱片發行首張數碼單曲〈甚麼東西w〉正式出道。其後藤井在2019年底至2020年接連發行〈夠了吧〉、〈溫柔〉與〈因為永無止境〉多首數碼單曲，並在2020年5月20日發行首張專輯《HELP EVER HURT NEVER》，獲得《Oricon公信榜》週榜亞軍、日本《告示牌》熱門專輯週榜冠軍的好成績。在舉行以專輯為主題的「Fujii Kaze "NAN-NAN SHOW 2020" HELP EVER HURT NEVER」日本武道館演唱會後，藤井風於2020年底至2021年接連發行〈連屁都不是〉、〈青春病〉與〈旅路〉多首數碼單曲，其中〈旅路〉成為藤井首支下載榜冠軍單曲。

### 2021年：合作單曲、首次紅白登場與人氣爆發
2021年1月，藤井風的歌曲《Tabiji》被選為朝日電視台電視劇《虹色診所》（にじいろカルテ）的主題曲，這也是他首度為影視作品創作合作單曲。該曲於3月1日以數位形式發行，作為他的第七張單曲。同日，藤井風在朝日電視台新聞節目《Houdo Station》中，首次於電視現場直播中演奏鋼琴版《Tabiji》。此曲在3月10日登上Oricon單曲周榜冠軍。
3月8日，藤井獲頒2021年Space Shower Music Awards「最佳突破藝人獎」，其歌曲《青春Sick》的MV亦榮獲「最佳概念MV獎」，並於Space Shower TV播出。同月10日，他獲得第33屆Music Pen Club音樂獎「人氣新人獎」，3月23日，其專輯《Help Ever Hurt Never》更奪得第13屆CD Shop Awards〈Blue獎〉。
4月22日，他的新曲《Kirari》隨著本田繽智（Honda Vezel）電視廣告播出，並於5月3日數位發行。這首歌讓他人氣大增，空降Billboard日本下載歌曲榜冠軍。5月21日，《Kirari》MV在官方YouTube頻道發布，其中首次出現他親自設計的舞蹈與摩托車場景。該曲於2021年8月串流播放量突破1億次，2022年6月更突破3億次。隔年1月14日，他推出數位混音EP《Kirari Remixes (Asia Edition)`》。
5月20日，為紀念《Help Ever Hurt Never》發行一周年，其特典翻唱專輯《Help Ever Hurt Cover》重新發行數位版，收錄11首英文翻唱歌曲。同時，《Help Ever Hurt Never》的黑膠唱片也進行限量抽選再販售。
2021年8月，藤井風被《GQ》雜誌選為「全球最令人期待的音樂人」之一。9月4日，他於神奈川日產體育場舉辦「Fujii Kaze “Free” Live 2021」，並透過官方YouTube頻道免費直播，吸引約18萬人同時觀看，成為全球熱搜第一名。當天，他首次演唱新曲《Mo-E-Yo》，並以數位單曲形式發行。
10月至11月，藤井風展開「Help Ever Arena Tour」巡演。代代木國立競技場的壓軸場演出被製作成演唱會電影，並於2022年6月14日以藍光形式發行，連續第二年奪得銷售榜冠軍，使他成為史上首位演唱會電影連續兩年奪冠的個人藝人。
2021年12月31日，藤井風首次登上NHK紅白歌合戰。他先是在岡山老家錄製《Kirari》的演出片段，隨後驚喜現身東京國際論壇，現場彈奏鋼琴演出《Mo-E-Yo》。在壓軸橋段中，他更為米希亞演唱的《Higher Love》進行鋼琴伴奏與合唱，這是他首次為他人創作的歌曲。

### 2022年：第二張專輯《Love All Serve All》
2022年1月14日，藤井風發行混音EP《Kirari Remixes (Asia Edition)》。同月21日，他宣布第二張錄音室專輯《Love All Serve All》將於3月23日發行。
3月15日，藤井風獲頒文部科學大臣藝術選獎新人獎（大眾娛樂部門），同日亦於2022年Space Shower音樂獎榮獲三項大獎：最佳個人藝術家獎、最佳現場演出獎與由樂迷票選的「人民選擇獎」。
3月20日，專輯主打歌《Matsuri》與MV搶先發行。次日，他在YouTube頻道舉行專輯試聽直播派對「『Love All Serve All』Listening Party」，並於YouTube Premium平台加開Afterparty。3月23日，《Love All Serve All》正式發行，涵蓋實體與數位版本，並登上日本Billboard熱門專輯榜冠軍，贏得多項重要獎項。
自2022年7月起，藤井風首張專輯《Help Ever Hurt Never》中的歌曲《Shinunoga E-Wa》在TikTok意外爆紅，引起全球關注，進一步推升他的國際知名度。

### 2023年：首度國際巡演、《Workin’ Hard》成世界盃主題曲
2023年6月至7月，藤井風展開首場海外巡演「藤井風與鋼琴 亞洲巡演 2023」，在首爾、曼谷、雅加達、吉隆坡、上海、台北及香港等七座城市舉辦八場演出，並全程以鋼琴伴奏演出，展現純粹音樂魅力。同時，藤井宣布其首張專輯與第二張專輯《Love All Serve All》的黑膠唱片將於巡演期間限量販售，並同步於日本市場重新發行。
4月21日，藤井參與Jvke歌曲《Golden Hour》的混音合作。
7月4日，他的單曲《Workin’ Hard》被選為「2023年國際籃球總會籃球世界盃」主題曲。為了這首歌，藤井特別前往觀看美國B聯賽、日本國家隊與NBA比賽以獲取靈感，並在洛杉磯完成初步Demo製作。返日後，他持續創作與錄音，並於亞洲巡演與MV拍攝空檔再次飛往洛杉磯完成製作。該曲由DJ Dahi擔任音樂製作人，Jeff Ellis負責混音，Dale Becker負責母帶處理。8月8日，藤井在X（前Twitter）宣布，《Workin’ Hard》將分四段於TikTok搶先發布，完整版則於8月25日正式上架。
藤井的歌曲《Garden》（收錄於《Love All Serve All》）被選為衣物柔順劑Laundrin的廣告配樂，他本人也擔任廣告旁白。10月10日，藤井的新曲《Hana》被選為富士電視劇《一番すきな花》的主題曲，並於10月13日發行為其第14張單曲。

### 2024年：美國巡演、精選專輯與大型演唱會
2024年1月15日，藤井風宣布其新曲《Overflowing（満ちてゆく）》將作為電影《四月，她將到來。》（主演：佐藤健、長澤雅美）主題曲，並於3月15日正式發行。
3月11日，藤井被選為NHK全新音樂節目《tiny desk concerts JAPAN》的首位嘉賓。該節目為美國NPR《Tiny Desk》演唱會的日本版本。3月16日，藤井在東京澀谷NHK總部進行現場演出，透過NHK與NHK WORLD-JAPAN向全球同步播出。
3月20日，他的歌曲《Workin' Hard》被用於日本求職平台Dip的新廣告《讓我們開始吧！》，並與道奇隊球星大谷翔平共同參與該企劃。
5月28日，藤井風數位發行首張精選專輯《藤井風精選集 2020–2024》，收錄出道以來十首代表性作品。
5月30日，藤井風開啟首次美國巡迴演出「藤井風與鋼琴 美國巡演」，分別在洛杉磯與紐約舉行演出。6月2日至3日，《Shinunoga E-Wa (I'd Rather Die)》於紐約阿波羅劇院演出後，獲得美國唱片工業協會（RIAA）金唱片認證，並由共和唱片公司頒發金唱片獎牌。

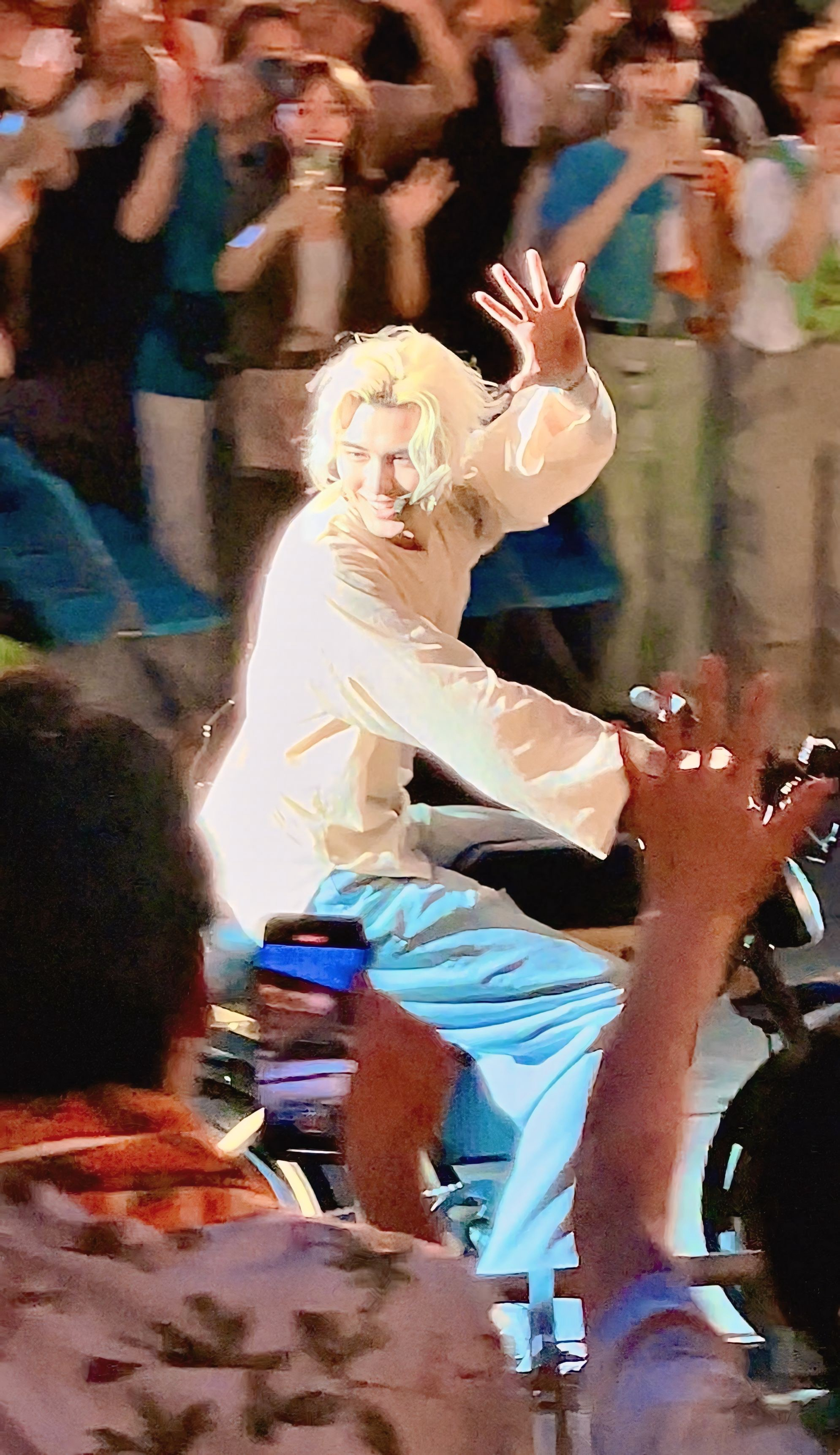
藤井風在日產體育場

7月26日，第13首單曲《Feelin' Go(o)d》正式發行，由製作人A.G. Cook在洛杉磯操刀。此前雙方曾合作歌曲《Hana》。同日，藤井也宣布正式簽約共和唱片公司。《Feelin' Go(o)d》也成為Laundrin電視廣告《Fragrance and Memory》主題曲，這是繼《Garden》後，他第二度擔任該品牌旁白。
8月24日至25日，藤井風於日產體育場舉辦大型演唱會「藤井風 Stadium Live ‘Feelin’ Good」，首日演出透過YouTube免費直播，吸引現場約14萬人次、線上約28萬人觀看。演出結束後，藤井宣布即將展開第二次亞洲巡迴「Best of Fujii Kaze 2020–2024 ASIA TOUR」，預計自10月26日起，於新加坡、吉隆坡、曼谷、台北、雅加達、香港、馬尼拉與首爾等八座城市舉行體育館級演出。

### 2025年：第三張專輯《Prema》
藤井風預計於2025年9月5日發行第三張錄音室專輯《Prema》，這也是他的首張英文專輯。主打單曲《八公》已先行釋出，引起廣泛關注。

### 私人生活
- 藤井風為素食主義者[14]，且完全不碰菸酒。
- 在「何なんｗ」的MV花絮中曾說過每天早上都會冥想。

## 音樂作品

### 數位單曲
|      | 發行日期       | 歌曲名稱                    | 收錄專輯             |
| ---- | -------------- | --------------------------- | -------------------- |
| 1st  | 2019年11月18日 | 〈甚麼東西w〉               | HELP EVER HURT NEVER |
| 2nd  | 2019年12月24日 | 〈夠了吧〉                  | HELP EVER HURT NEVER |
| 3rd  | 2020年4月14日  | 〈溫柔〉                    | HELP EVER HURT NEVER |
| 4th  | 2020年5月15日  | 〈因為永無止境〉            | HELP EVER HURT NEVER |
| 5th  | 2020年10月30日 | 〈連屁都不是〉              | LOVE ALL SERVE ALL   |
| 6th  | 2020年10月30日 | 〈青春病〉                  | LOVE ALL SERVE ALL   |
| 7th  | 2021年3月1日   | 〈旅路〉                    | LOVE ALL SERVE ALL   |
| 8th  | 2021年5月3日   | 〈きらり/闪闪发光〉         | LOVE ALL SERVE ALL   |
| 9th  | 2021年9月4日   | 〈MO-EH-YO〉                | LOVE ALL SERVE ALL   |
| 10th | 2022年3月20日  | 〈まつり/祭〉               | LOVE ALL SERVE ALL   |
| 11th | 2022年9月30日  | 〈damn/该死〉               | LOVE ALL SERVE ALL   |
| 12th | 2022年10月10日 | 〈grace/恩惠〉              | PREMA                |
| 13th | 2023年8月25日  | 〈Workin' Hard/努力工作〉   | PREMA                |
| 14th | 2023年10月13日 | 〈Hana/花〉                 | PREMA                |
| 15th | 2024年3月15日  | 〈満ちてゆく/满溢而出〉     | PREMA                |
| 16th | 2024年7月26日  | 〈Feelin' Go(o)d/感觉很好〉 | PREMA                |
| 17th | 2025年2月28日  | 〈真っ白/纯白〉             | PREMA                |
| 18th | 2025年6月13日  | 〈Hachikō/八公〉            | PREMA                |

### 數碼EP
|        | 發行日期       | 作品名稱          | 收錄歌曲 |
| ------ | -------------- | ----------------- | --- |
| 1st EP | 2020年1月24日  | 《甚麼東西w EP》  | 1. 甚麼東西w 2. Close to you 3. Don't Let Me Be Misunderstood 4. Shake It Off |
| 2nd EP | 2020年2月21日  | 《夠了吧 EP》     | 1. 夠了吧 2. Shape Of You 3. Back Stabbers 4. Be Alright |
| 3rd EP | 2020年12月4日  | 《連屁都不是 EP》 | 1. 連屁都不是 2. Just the two of us 3. Sunny 4. Sorry |
| 4th EP | 2020年12月11日 | 《青春病 EP》     | 1. 青春病 2. Teenage Dream 3. Good As Hell 4. Circles |
| 5th EP | 2023年11月2日  | 《花 EP》         | 1. Hana 2. Hana (Instrumental) 3. Hana (Ballad) 4. Hana (demo) |
| 6th EP | 2025年3月14日  | 《纯白 EP》       | 1. 真っ白 - masshiro (pure white) 2. 真っ白 (Acapella) - masshiro (pure white) (Acapella) 3. 真っ白 (Instrumental) - masshiro (pure white) (Instrumental) 4. 真っ白 (KOBY SHY Remix) - masshiro (pure white) (KOBY SHY Remix) |

### 專輯
|     | 發行日期      | 作品名稱                 | 發行形式 | 發行版本                  |
| --- | ------------- | ------------------------ | -------- | ------------------------- |
| 1st | 2020年5月20日 | 《HELP EVER HURT NEVER》 | CD       | UMCK-1659（通常盤）       |
| 1st | 2020年5月20日 | 《HELP EVER HURT NEVER》 | 2CD      | UMCK-7064/5（初回限定盤） |
| 2nd | 2022年3月23日 | 《LOVE ALL SERVE ALL》   | CD       | UMCK-1711（通常盤）       |
| 2nd | 2022年3月23日 | 《LOVE ALL SERVE ALL》   | 2CD      | UMCK-7162/3（初回限定盤） |
| 3rd | 2025年9月5日  | 《PREMA》                | CD       | UMCK-1798（通常盤）       |
| 3rd | 2025年9月5日  | 《PREMA》                | 2CD      | UMCK-7175/6（初回限定盤） |

### 黑膠
|     | 發行日期       | 作品名稱                                           | 發行形式 | 發行版本  |
| --- | -------------- | -------------------------------------------------- | -------- | --------- |
| 1st | 2020年9月23日  | 《HELP EVER HURT NEVER》【數量限定生產盤】         | 2LP彩膠  | UMJK-9104 |
| 2nd | 2022年10月26日 | 《LOVE ALL SERVE ALL》【數量限定生產盤】           | 2LP彩膠  | UMJK-9107 |
| 3rd | 2024年10月26日 | 《Best of Fujii Kaze 2020-2024》【數量限定生產盤】 | 1LP黑膠  | UMJK-9151 |
| 4th | 2025年9月5日   | 《PREMA》【數量限定生產盤】                        | 1LP彩膠  | UMJK-9152 |

### 影像作品
| 發行日期       | 作品名稱                                                | 發行版本（藍光影碟） |
| -------------- | ------------------------------------------------------- | -------------------- |
| 2021年4月21日  | 《Fujii Kaze "NAN-NAN SHOW 2020" HELP EVER HURT NEVER》 | UMXK-1085            |
| 2022年6月14日  | 《Fujii Kaze “HELP EVER ARENA TOUR”》                   | UMXK-1089            |
| 2023年7月12日  | 《Fujii Kaze LOVE ALL SERVE ALL STADIUM LIVE》          | UMXK-1100            |
| 2024年12月25日 | 《Fujii Kaze Stadium Live “Feelin' Good”》              | UMXK-1121            |

### 參加作品
| 發行日期       | 作品名稱                                        | 發行版本                    | 備註                                                           |
| -------------- | ----------------------------------------------- | --------------------------- | -------------------------------------------------------------- |
| 2018年11月11日 | 《千里-chisato- feat.藤井風「祈りそして願う」》 | VME0002/數位發行/實體單曲CD | ＊參與鋼琴演奏 ＊地下時期單曲 ＊部分銷售金額支援西日本雨災重建 |

## 音樂錄影帶
| 發行日期       | 歌曲名稱                  | 導演        |
| -------------- | ------------------------- | ----------- |
| 2020年1月24日  | 〈甚麼東西w〉             | 克里斯·魯茲 |
| 2020年2月21日  | 〈夠了吧〉                | 斯皮基·約翰 |
| 2020年4月17日  | 〈溫柔〉                  | 山田健人    |
| 2020年5月15日  | 〈因為永無止境〉          | 山田健人    |
| 2020年9月4日   | 〈回去吧〉                | 兒玉裕一    |
| 2020年12月4日  | 〈連屁都不是〉            | 山田健人    |
| 2020年12月11日 | 〈青春病〉                | 山田智和    |
| 2021年3月10日  | 〈旅路〉                  | 山田健人    |
| 2021年5月21日  | 〈きらり/闪闪发光〉       | 斯皮基·約翰 |
| 2021年10月24日 | 〈MO-EH-YO〉              | 關和亮      |
| 2022年3月20日  | 〈まつり/祭〉             | MESS        |
| 2022年9月30日  | 〈damn/该死〉             | 山田健人    |
| 2022年10月10日 | 〈grace/恩典〉            | QQQ         |
| 2023年8月24日  | 〈Workin' Hard/努力工作〉 | MESS        |
| 2023年11月24日 | 〈Hana/花〉               | MESS        |
| 2024年3月15日  | 〈満ちてゆく〉            | 山田智和    |
| 2024年7月25日  | 〈Feelin’ Go(o)d〉        | MESS        |

## 媒體演出

### 電視節目
- 2020年6月17日 SPACE SHOWER電視臺特別節目《藤井風 HELP EVER HURT "COVER" SPECIAL》
- 2020年9月22日 朝日電視台《報道STATION》
- 2021年3月1日 朝日電視台《報道STATION》
- 2021年3月8日 SPACE SHOWER電視臺《SPACE SHOWER MUSIC AWARDS 2021》

### 電台節目
- 2019年7月27日・2020年1月11日・2020年5月30日 日本放送《藤井風的All Night Nippon 0(ZERO)》
- 2020年10月4日 J-WAVE 《J-WAVE SELECTION BEHIND THE MUSIC～藤井風×Yaffle～》
- 2024年3月1日 J-WAVE 《THE PLAYBACK》

## 巡迴演唱會
- 「Fujii Kaze "HELP EVER HALL TOUR"」（2020年－2021年）
- 「Fujii Kaze "LOVE ALL ARENA TOUR"」（2022年）
- 「Fujii Kaze and the piano Asia Tour」（2023年）
- 「Fujii Kaze and the piano U.S. Tour」（2024年）
- 「Fujii Kaze Stadium Live "Feelin' Good"」（2024年）
- 「Best of Fujii Kaze 2020-2024 ASIA TOUR」（2024年）
- 「FUJII KAZE EUROPE TOUR 2025」（2025年）
- 「FUJII KAZE NORTH AMERICA TOUR 2025」（2025年）

## 獎項
- 第107回日劇學院賞 最佳電視劇歌曲（提名）－旅路
- 第118回日劇學院賞 最佳電視劇歌曲－花
- 第1回MUSIC AWARDS JAPAN 最佳專輯獎－Love All Serve All

## 資料來源
1. ↑  . CD Journal.   [2021-03-24]. （原始内容存档于2021-01-20） （日语）.
2. 1 2  石田大季. . Meetia: 1. 2020-05-15  [2021-03-24]. （原始内容存档于2020-12-04） （日语）.
3. ↑  . J-WAVE WEBSITE.   [2021-03-24]. （原始内容存档于2020-12-07） （日语）.
4. 1 2  Cynthia. . 喜愛日本. 2020-06-25  [2021-03-24]. （原始内容存档于2021-02-26） （中文（香港））.
5. 1 2 3 4  . Fujii Kaze於YouTube. 2020-08-07  [2021-03-24]. （原始内容存档于2021-02-02） （日语）.
6. ↑  . Real Sound. 2021-03-17  [2021-03-24]. （原始内容存档于2021-04-21） （日语）.
7. ↑  . 楽天ボックス.   [2021-03-24] （日语）.
8. ↑  . Apple Music. 2019-11-18  [2021-03-24]. （原始内容存档于2020-12-16） （日语）.
9. ↑  Julian. . 迷迷音. 2020-05-27  [2021-03-24]. （原始内容存档于2021-02-27） （中文（臺灣））.
10. ↑  . Oricon.   [2021-03-24]. （原始内容存档于2021-04-29） （日语）.
11. ↑  . Billboard JAPAN. 2020-06-25  [2021-03-24]. （原始内容存档于2020-10-04） （日语）.
12. ↑  . Disk Garage. 2021-03-15  [2021-03-24]. （原始内容存档于2021-08-04） （日语）.
13. ↑  . Oricon. 2021-03-10  [2021-03-24]. （原始内容存档于2021-03-13） （日语）.
14. ↑  . Twitter.   [2021-05-09]. （原始内容存档于2022-07-18） （日语）.

## 外部連結
- 藤井風的官方網站 （页面存档备份，存于） （日語）
- Fujii Kaze Staff的X（前Twitter）（日語）
- 藤井風的Instagram帳戶（日語）
- YouTube上的Fujii Kaze頻道（日語）